# 王險城
王險城，是古朝鮮的都城，“王險”之名出自《易經》「王公設險以守其國」。公元前108年，卫满朝鲜脫中華以自立受到西汉的征讨，王險城陷落，古朝鲜灭亡。
中国史书《史记》記載，王險城是箕子朝鲜和衛滿朝鮮的首都。高麗僧人一然所著的誌怪書籍《三国遗事》稱，王俭城是由檀君王俭建立的，作为檀君朝鲜的首都，其下引用《古记》作为注解，王險城就是平壤城。《三国史记·卷十七》的东川王21年条也记载：“平壤城，本仙人王儉之宅也。或云：王之都王險”。視仙人王險与箕子為同一人。此说法为朝鲜民主主义人民共和国官方所接受，然而也有不少韩国学者出于民族自尊将王險城“考証”到位于满洲境内、在辽河之畔。